# Philippe Quinault
Philippe Quinault (ur. 3 czerwca 1635 w Paryżu, zm. 26 listopada 1688 tamże) – francuski dramaturg i librecista, członek Akademii Francuskiej.

## Życiorys
Urodził się 3 czerwca 1635 roku w Paryżu. Wykształcenie odebrał z rąk Tristana l'Hermite’a. Swoją pierwszą sztukę wystawił w teatrze Hotel de Bourgogne w 1653 roku. Około siedem lat później poślubił wdowę i został pracownikiem Trybunału Obrachunkowego. Zaczął wówczas tworzyć tragedie i w 1670 roku został członkiem Akademii Francuskiej. Do tego momentu zdążył napisać szesnaście lub siedemnaście dzieł – zarówno tragedii, komedii, jak i tragikomedii. Najważniejszymi spośród nich były komedie: Les Rivales (z 1653), L'Amant indiscreet (z 1654), Le Fanfome amoureux (z 1659) i La Mere eoquetle (z 1665). Od 1671 roku skupił się na pisaniu dramatów lirycznych i librett do oper Jean-Baptiste’a Lully’ego. Zmarł 26 listopada 1688 roku w Paryżu.

## Dzieła
Lista:
- Les Fétes de Z'/lmour et de -Bacchus (1672)
- Cadmus et Hermione (1674)
- Alceste (1674)
- Thésée (1675)
- Atys (1676)
- Isis (1677)
- Proserpiue (1680)
- Triumph of Love (1681)
- Persée (1682)
- Phaetou (1683)
- Amadis de Gaule (1684)
- Roland (1685)
- Armide (1686)